# Саобраћајна незгода
Саобраћајна незгода је догађај на путу или другом месту отвореном за јавни саобраћај или који је започео на таквом месту, у коме је учествовало најмање једно возило у покрету и у коме је једно или више лица погинуло или повређено или је настала материјална штета. Поред термина саобраћајна незгода, који је по закону о безбедности саобраћаја званични назив, у српском језику се користе и називи — саобраћајна несрећа, судар или удес, иако се, са становишта науке, то сматра неправилним изражавањем. Термин „удес” се, по правилу, користи у железничком и авионском саобраћају, док се несрећа и судар не користе нигде. Најчешћи узроци саобраћајних незгода су непоштовање саобраћајних прописа и неприлагођавање брзине временским условима. Саобраћајне незгоде су постале мера безбедности људи и имовине у области друштвеног живота. Рачуна се да је од постанка моторног возила до данас у саобраћајним незгодама друмског саобраћаја погинуло преко 20 000 000, а око 15 000 000 је било неспособно за било какав рад. У задње време у свету годишње погине око 250 000 људи, а лакше и теже повреде претрпи преко 7 000 000 лица.
Саобраћајни судари често доводе до повреда, инвалидитета, смрти и штете на имовини, као и финансијских трошкова за друштво и појединце који су укључене. Друмски саобраћај је најопаснија ситуација са којом се људи свакодневно сусрећу, али бројке о жртвама у таквим инцидентима привлаче мање медијске пажње него друге, ређе врсте трагедија. То је резултирало са 1,4 милиона смртних случајева у 2013. години, у односу на 1,1 милион смртних случајева 1990. године. Око 68.000 њих догодило се са децом млађом од пет година. Скоро све земље са високим дохотком имају опадајућу стопу смртности, док већина земаља са ниским приходима има повећање стопе смртности услед саобраћајних судара. Земље са средњим приходима имају највећу стопу са 20 смртних случајева на 100.000 становника, што чини 80% свих смртних случајева на путевима са 52% свих возила. Док је стопа смртности у Африци највиша (24,1 на 100.000 становника), најнижа стопа је у Европи (10.3 на 100.000 становника).

## Терминологија
Саобраћајни судари се могу класификовати према општим типовима. Типови судара укључују фронтални, одлазак са пута, задњи, бочни судар и превртање.
Многи различити термини се обично користе за описивање судара возила. Светска здравствена организација користи термин повреда у саобраћају, док Биро за попис становништва САД користи термин несреће моторних возила, а Транспорт Канада користи израз „судар у саобраћају моторних возила“ (MVTC). Остали уобичајени термини укључују аутомобилску несрећу, саобраћајну несрећу, саобраћајни краш, судар аутомобила, судар моторних возила (енгл. motor vehicle collision, MVC), судар са личним повредама (енгл. personal injury collision, PIC), судар у друмском саобраћају (енгл. road traffic collision, RTC), и саобраћајни инцидент (енгл. road traffic incident, RTI), као и више незваничних термина укључујући нагомилавање и савијање браника.
Неке организације су почеле да избегавају термин несрећа, уместо тога дајући предност терминима као што су судар, колизија или инцидент. То је зато што термин несрећа подразумева да нико није крив, док је већина саобраћајних судара последица вожње под утицајем, прекомерне брзине, ометања попут мобилних телефона или другог ризичног понашања.
Историјски гледано, у Сједињеним Државама, употреба алтернативних термина била је критикована због спречавања побољшања безбедности, на основу идеје да култура кривице може обесхрабрити укључене стране да у потпуности открију чињенице и тако осујети покушаје да адресирају стварне узроке проблема.

## Узроци саобраћајних незгода
Свака саобраћајна незгода је резултат нарушавања законитости или односа у саобраћају, систему који укључује учеснике у саобраћају, субјекте који се брину о његовом одвијању, возила, пут, климатске услове и друге факторе или нарушавања нормалног функционисања једног од елемената тог система. 
Околности под којима се догодила нека саобраћајна незгода описују услове у којима је она настала. Оне могу допринети да због основних узрока дође (или не) до саобраћајне незгоде. Тако се најчешће наводе околности, које званична статистика наводи као узроке:
- неодговарајућа (небезбедна, неприлагођена) брзина
- утицај алкохолисаног стања
- мокар коловоз
- магла
- неосветљен (таман) пут
- скретање или окретање на путу, итд.

Прве две од наведених околности су у сфери фактора „човек”, док су остале у сфери „околине”, односно у сфери фактора „пут”, „возило” или „околина”, а у зависности да ли се полази од поделе на четири, три или два основна фактора безбедности саобраћаја.

## Увиђај саобраћајних незгода
Под увиђајем подразумевамо излазак на лице места настајања саобраћајне незгоде ради прегледа тј. увида и прикупљања (снимања) постојећег затеченог стања. Према томе увиђај саобраћајне незгоде омогућава да се непосредним прегледом и увидом лица места утврде све околности и чињенице везане за настајање саобраћајне незгоде. Због тога је потребно да се пронађу, прикупе и фиксирају сви материјални елементи и докази о настајању саобраћајне незгоде, како би се на основу њих утврдило да ли је учињеним поступцима који су за последицу имали саобраћајну незгоду, извршено кривично дело против безбедности саобраћаја, саобраћајни прекршај или је саобраћајна незгода настала због више силе, из крајње нужде или неког другог разлога. У пракси постоје три случаја:
1. Саобраћајна незгода са врло малом материјалном штетом (до 200€) где се учесници незгоде могу сами споразумевати па увиђајна екипа не излази на лице места.
2. Лакше саобраћајне незгоде само са материјалном штетом до одређеног износа када на лице места излази само екипа полиције која врши увиђај.
3. Тешке саобраћајне незгоде са повређеним (лакшим и тешким) и смртно страдалим лицима када на лице места излази комплетна екипа за увиђај због елемената кривичног дела.

Увиђајну екипу сачињавају:
- Истражни судија који руководи увиђајем
- Криминалистички техничар који снима и прави потребну увиђајну документацију;
- Овлашћени радник МУП-а са записничаром који обезбеђује лице места саобраћајне незгоде и води записник;

У тежим случајевима саобраћајне незгоде увиђајна екипа мора бити проширена:
- Јавни тужилац који на основу прикупљених материјалних доказа, а на предлог судије, подиже оптужницу;
- Вештака различитих струка.

Надлежност одређене увиђане екипе је утврђена за свако подручје или одређену категорију пута. Увиђај би требало извршавати одмах по настајању саобраћајне незгоде, јер са протоком времена и необезбеђивањем места саобраћајне незгоде може доћи до премештања или уништења одређених предмета, трагова, и других елемената битних за утврђивање околности под којима је настала незгода.

## Трагови саобраћајних незгода
Наука која се бави проучавањем трагова назива се трасологија. Саобраћајна трасологија проучава трагове саобраћајне незгоде.
За анализу трагова, њихов облик, положај, интензитет, врсту који су у директној вези са саобраћајном незгодом потребно их је на лицу места снимити, изузети или фиксирати. Од квалитета снимљених трагова зависи и даља анализа саобраћајне незгоде. Различити трагови у различитим ситуацијама имају и различити значај. 
Криминалистички значај трагова се односи на могућност да се на основу тог трага утврди да ли се ради о саобраћајној незгоди о случајном догађају или другом делу нпр. убиству, и да се изврши елиминација и индентификација лица или возила која су учествовала у саобраћајној незгоди.
На основу трагова може се утврдити следеће:
- брзине учесника;
- правци кретања возила;
- смерови кретања возила;
- место судара;
- успорење возила;
- елементи за просторно-временску анализу.

Обезбеђење трагова саобраћајне незгоде подразумева спречавање њиховог померања, промене или уништавање. Посебно је важно спречити оне промене које би умањиле значај трага или би допринеле некоректним анализама трага. Основни садржај обезбеђења саобраћајне незгоде односи се на спречавање нових саобраћајних незгода, на обезбеђење трагова и предмета, на обезбеђење лица, на обезбеђење возила и терета (од крађе, од пожара и сл.) и на регулисање саобраћаја у зони места саобраћајне незгоде.

## Жртве саобраћајних незгода
Многе познате личности страдале су као жртве саобраћајних незгода, а неке од њих су:
- Силвана Арменулић, позната југословенска певачица, погинула 10. октобра 1976. године на ауто-путу Београд-Ниш, код места Колари
- Миодраг Раде Јашаревић, познати југословенски виолиниста, уметник народне музике и дугогодишњи шеф Народног оркестра РТС, погинуо 10. октобра 1976. године заједно у колима са Силваном Арменулић
- Ена Беговић, хрватска и југословенска глумица, погинула 15. августа 2000. године на острву Брачу
- Александар Гаврић, српски и југословенски глумац, погинуо 6. децембра 1972. године у Инђији
- Миленко Заблаћански, српски глумац, умро 22. јануара 2008. године, од последица саобраћајне незгоде која се догодила 5. јануара на путу Ужице-Златибор.
- Борис Крајгер, словеначки и југословенски политичар и народни херој, погинуо 4. јануара 1967. године на ауто-путу Београд-Загреб, код Сремске Митровице
- Радивој Кораћ, познати југословенски кошаркаш, погинуо 2. јуна 1969. године код села Каменица, у близини Сарајева
- Драган Манце, фудбалер „Партизана“, погинуо 3. септембра 1985. године на ауто-путу Нови Сад-Београд, код Земуна
- Слободан Пенезић Крцун, српски и југословенски политичар (у тренутку смрти председник Владе Србије) и народни херој, погинуо 6. новембра 1964. године на Ибарској магистрали, код места Шопић
- Дражен Петровић, хрватски и југословенски кошаркаш, погинуо 3. јуна 1993. године близу Денкендорфа у Немачкој
- Тоше Проески, познати македонски певач, погинуо 16. октобра 2007. године на ауто-путу Београд-Загреб, код Нове Градишке
- Шабан Шаулић, познати српски певач народне музике, погинуо 17. фебруара 2019. године на ауто-путу у близини Билефелда у Немачкој